# Тандир Олексій Віталійович
Олексій Віталійович Тандир — український суддя. Колишній голова Макарівського районного суду Київської області.

## Життєпис
Член ГО «Асоціація правників України».
З 19 серпня 2010 року — суддя Макарівського районного суду Київської області. У липні 2018 року став членом Асоціації правників України.
2018 року суддя Києво-Святошинського суду Київської області Дмитро Усатий напідпитку скоїв ДТП., тоді Тандир закрив провадження за «відсутністю складу адміністративного правопорушення». Загалом до 2023 року 80 із 85 осіб були звільнені Тандиром від відповідальності за керування напідпитку.
У грудні 2022 року брав участь у XI Судовому форумі на тему «Воєнна трансформація правосуддя». 6 серпня 2024 року Вища рада правосуддя звільнила Тандира та Князєва з посад суддів.

## Розслідування
26 травня 2023 року голова Макарівського суду Київської області Тандир, значно перевищивши допустиму швидкість, у п'яному стані на автомобілі Lexus збив на смерть нацгвардійця Вадима Бондаренка на блокпосту. Тандир відмовився здавати тест на алкоголь, тому суд надав дозвіл на примусовий відбір біологічних зразків. Вища рада правосуддя дозволила утримання Тандира під вартою і тимчасово відсторонила його від роботи суддею. Йому оголосили підозру й обрали запобіжний захід у вигляді тримання під вартою без застави.
У серпні 2023 ДБР завершило досудове розслідування, експертизи підтвердили вміст алкоголю у зразках. При цьому, з  моменту аварії Тандиру щомісяця нараховували зарплатню в 63 тис. грн.
У жовтні Святошинський суд Києва продовжив Тандиру арешт на 60 діб. 12 грудня Тандир розлучився з дружиною, переписавши на неї все своє майно. 13 лютого 2024 року арешт було продовжено до квітня, а у квітні арешт продовжили до 2 червня включно. У квітні 2024 року Тандир заявив, що є офіцером запасу й попросив його мобілізувати, суд відмовив.
20 червня 2024 року Тандира було звільнено з посади судді. У липні Святошинський суд Києва продовжив арешт Тандиру до 31 серпня 2024 року.
У березні 2025 року ДБР провело обшуки у заступника голови Вищої кваліфікаційної комісії суддів України в рамках розслідування щодо можливого введення в оману суду у справі Тандира.